# Horatio Gates

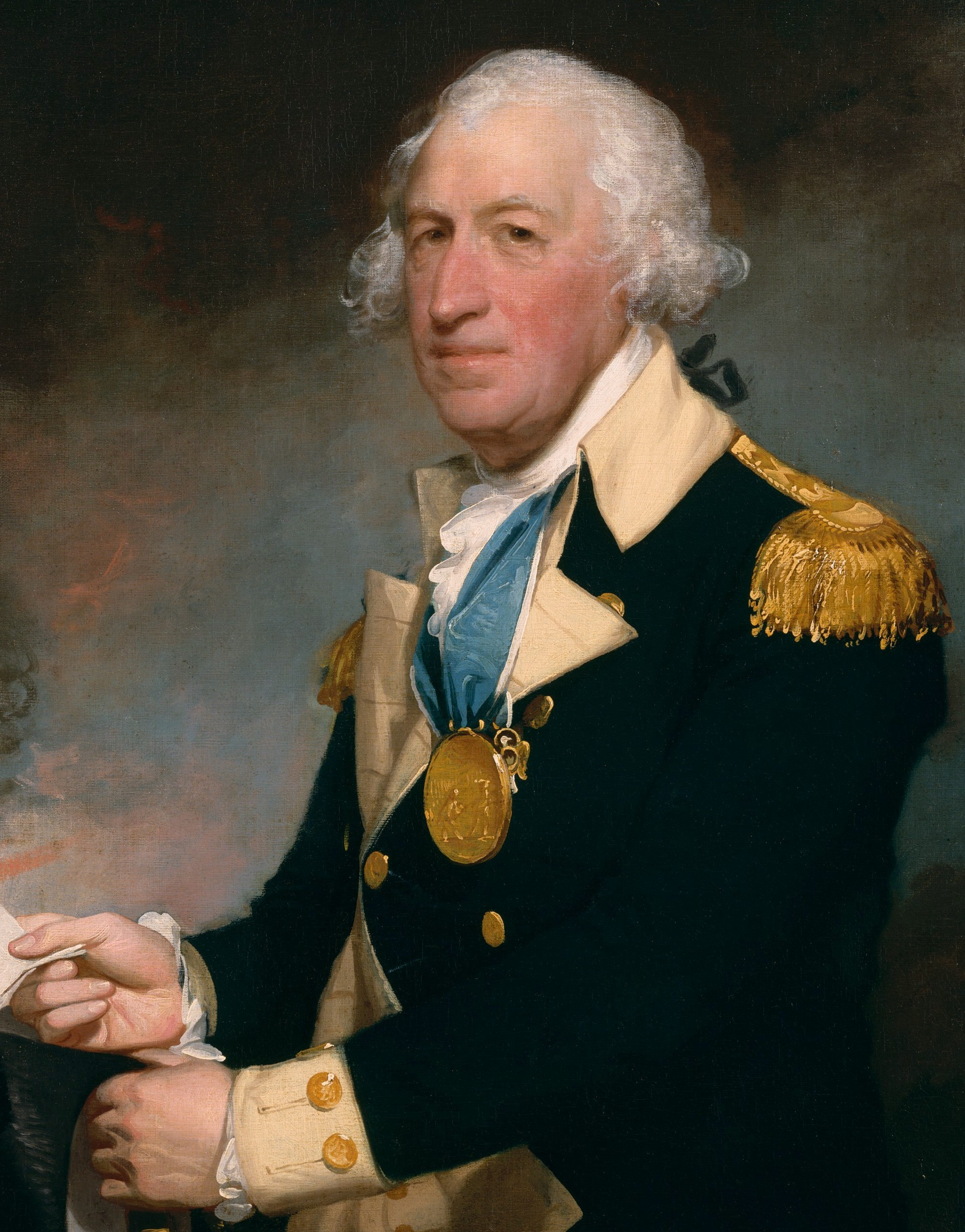
Horatio Gates.

Horatio Gates, född 1727 i England, död 10 april 1806, var en amerikansk general.
Gates fick anställning i den brittiska armén, men till följd av brist på pengar hindrades hans karriär. Vid fransk-indianska krigets utbrott år 1754 befann han sig i de amerikanska kolonierna och skadades svårt vid slaget vid Monongahela år 1755. 
Han bosatte sig 1772 i Virginia där han  blev plantageägare. År 1775, under det amerikanska frihetskriget, blev han generaladjutant i amerikanska armén (kontinentalarmén) och fick befäl över trupperna i staterna norr om Virginia. I slaget vid Saratoga i det amerikanska frihetskriget besegrade han John Burgoyne.
Gates utnämndes 1780 till befälhavare över Södra Departementet, vilket upprättades den 27 februari 1776. Södra Departementet inkluderade Virginia, North Carolina, South Carolina och Georgia och de västra gränserna för dessa kolonier, från vilka de nuvarande staterna West Virginia, Kentucky, Tennessee, Alabama och Mississippi skapades. I Slaget vid Camden i South Carolina 1780 led han ett stort nederlag och blev därefter fråntagen befälet över Södra Departementet.